# Димитър Мирев
Димитър Андреев Мирев е български учен в областта на неорганичната химия.

## Биография
Роден е на 24 юни 1900 г. в учителско семейство. Началното и средното си образование получава в гр. Русе, а между 1920 и 1923 година следва индустриална и обща химия във Висшето техническо училище във Виена. Завършва през 1929 година специалност химия на Софийски университет.
От 1930 до 1945 година е асистент по неорганични химически технологии във Физико-математическия факултет на СУ, докторска степен придобива през 1933 година. През 1945 година е избран за хоноруван доцент по технология на строителните материали в Държавното политехническо училище. От 1954 година до смъртта си е старши научен сътрудник в Химическия институт на Българската академия на науките, където оглавява секция „Неорганична химия и неорганична химическа технология“. Титлата „професор“ му е присъдена през 1960 година посмъртно.
Автор е на трудовете:
- 1935 – „Роля на калциевия окис при процесите на отстранение сярата в металургията на желязото“,
- 1936 – „Причини за задържането на сярата в кокса и някои нови начини за нейното отстранение“,
- 1960 – „Върху един непрекъснат метод за получаване на чист азот“ в съавторство с И. Шопов.[1]

## Научни приноси и наследство
Научните приноси на Димитър Мирев са в областта на технологиите, свързани с производство на въглища и кокс. В своята докторска дисертация Мирев разглежда въпроса за обезсярването на желязото с калциев окис, и в няколко последователни труда той задълбочава изучаването на този въпрос и потвърждава обезсярващата роля на калциевия окис с образуването на адиционни съединения CaO-FeS. Като доказва по безспорен начин своята теза, той оборва възприетата дотогава схема на Финкенер и реабилитира калциевия окис като удобно обезсярващо средство в металургията на желязото. Тези негови трудове получават заслужено признание в чужбина. Така В. Бадинг, който цитира подробно трудовете на Димитър Мирев, счита предложената от него схема за напълно вероятна. Съветският академик М. А. Павлов в своя курс „Металургия чугуна“ счита резултатите на Димитър Мирев за доказани и се основава на тях при обяснението за обезсярването на желязото с калциев окис.
Все в тази област на изследвания, доказвайки обезсярващата роля на калциевия окис, Димитър Мирев разграничава отнасянията му от тези на магнезиевия окис, който не участва в обезсярването. Дотогава действията на калциевия и магнезиевия окис в този случай са били уеднаквявани. Изследванията върху отнасянията на бариевия сулфат, респективно бариевия окис в същия процес на обезсярване, са довели до схема, напълно аналогична до тази на калциевия окис.
Въпросът за намаляването на сярата в чугуна Димитър Мирев разглежда и от втора страна, а именно чрез използването на кокс с ниско съдържание на сяра. Условията за получаване на такъв кокс той изучава в серия от работи. Димитър Мирев установява, от една страна, повишаването на съдържанието на сярата в получения кокс вследствие затапянето на битумите, а от друга, подобряването на обезсярването на кокса в ток от амоняк или други съдържащи или отцепващи водород газове. Тези работи получават висока оценка. Така например съветският учен Юровски отбелязва работите на Мирев като „най-интересни в дадената област на изследване…, показващи нагледно способността на разтопените битуми да задържат серните съединения в процеса на коксуването“.
Голям дял от работите на проф. Димитър Мирев третират възможностите за получаване на кокс от български суровини. За целта той провежда изследвания върху влиянието на маслообразни прибавки към постни въглища за получаване на доброкачествен кокс, а също и за зърнометричния състав на въглищните смеси и на компонентите им върху физичните показатели на кокса. Той установява, че чрез съответно подбиране по вид и количество на маслообразна добавка може да се получи добър кокс от въглища и въглищни смеси, които сами не коксуват, а с това значително се разширява суровинната база на нашата коксохимична промишленост.
Освен по тези нови направления проф. Димитър Мирев е работил и по редица други въпроси, имащи както теоретично значение, така и подчертан практичен уклон. Измежду тях са:
- методът за получаване на чист серен двуокис чрез редукция на сярна киселина от сяра,
- методът за получаване на базичен магнезиев карбонат от български доломит,[5]
- методът за рафиниране на масла с български суровини,
- изследването на условията на утайване при получаване на литопон,
- методът за получаване на чист азот,

и много други.
Според Димитър Мирев,
| „ | Науката е ценна само тогава, когато е тясно свързана с нуждите на народа и стои напълно в негова услуга. Така съм схващал и задачите на един научен работник, ето защо доста отдавна приобщих моите скромни възможности в изграждането на нашата родна индустрия. | “ |

Негова заслуга са въвеждането на редица производства в България. Така например през 1942 г. Димитър Мирев въвежда производството на серен двуокис от сяра и кислород за нуждите на консервната индустрия. Методът е използван до пускането в действие на Химкомбинат „Сталин“, Димитровград. През 1944 г. въвежда производството на натриев тиосулфат, през 1949 г. въвежда за пръв път в България производството на висококачествени електроди за дъгова заварка. В края на 1950 г. изработва състав за електрод за заварка във всяко пространствено положение, предназначен за строежа на Химкомбинат „Сталин“. През 1947 г. въвежда производството на утаен калциев карбонат за нуждите на каучуковата индустрия и за производството на паста за зъби. През 1949 г. въвежда производството на внасяния дотогава от Англия цинков стеарат за нуждите на каучуковата и козметичната индустрия, а също и на алуминиев стеарат, използван като добавка към смазочните масла. През 1959 г. въвежда производството на предпазители против гръм за телефонните и радиоапарати и предлага за внедряване въглени за сухи батерии, въглени за кинолампи, зьодербергови електроди, всичките от местен антрацит.
Той предлага по дадена от него технология да се започне в България производство на магнезиев карбонат, производството на калиев метабисулфит, метод за пречистването на аргона, използване на безкалаен припой, използване на български каменни въглища и нафтошисти като катийонобменители или водородообменители за обезтвърдяване на вода и подобряване на обменителната способност на почвите, използването на различни видове туфове за избелването на едивни масла, масти и минерални масла и още много други. Автор е на редица рационализаторски предложения.